# Observatoire du Königstuhl
L'observatoire du Königstuhl (en allemand Landessternwarte Königstuhl, « Observatoire d'État du Königstuhl »), ou simplement LSW, est un observatoire astronomique situé près du sommet de la colline du Königstuhl, près de la ville de Heidelberg, Bade-Wurtemberg en Allemagne. Le LSW a été fondé en 1898 et fait partie du centre d'astronomie de l'université de Heidelberg depuis 2005. 
Le Laboratoire Happel pour la mesure de rayonnements (Happel-Laboratorium für Strahlenmessung) a été nommé ainsi en 1957 en hommage au peintre mécène Carl Happel.